# Красенские
Красе́нские (пол. Krasieński) — дворянский род, восходящий к середине XVI века.
Во второй половине XVI века одна ветвь Красенских выехала из Волыни в Москву; Иван Степанович Красенский служил городовым дворянином в Суздале. Его сын Иван был в 1591 году жильцом при царевиче Дмитрии в Угличе. С 1670-х гг. Красенские владели селом Никольское в Юрьевском Ополье (впоследствии Юрьевский у. Владимирской губ.). Во второй половине XIX в. возникла тверская ветвь рода. Красенские находятся в родстве с Палицыными, Потресовыми, Альфтанами, Бехтеевыми. В настоящее время представители рода Красенских живут в РФ, Грузии, Албании, Италии и США.
Род Красенских был внесён в VI часть родословных книг Владимирской и Тверской губерний Российской империи.